# サーグ

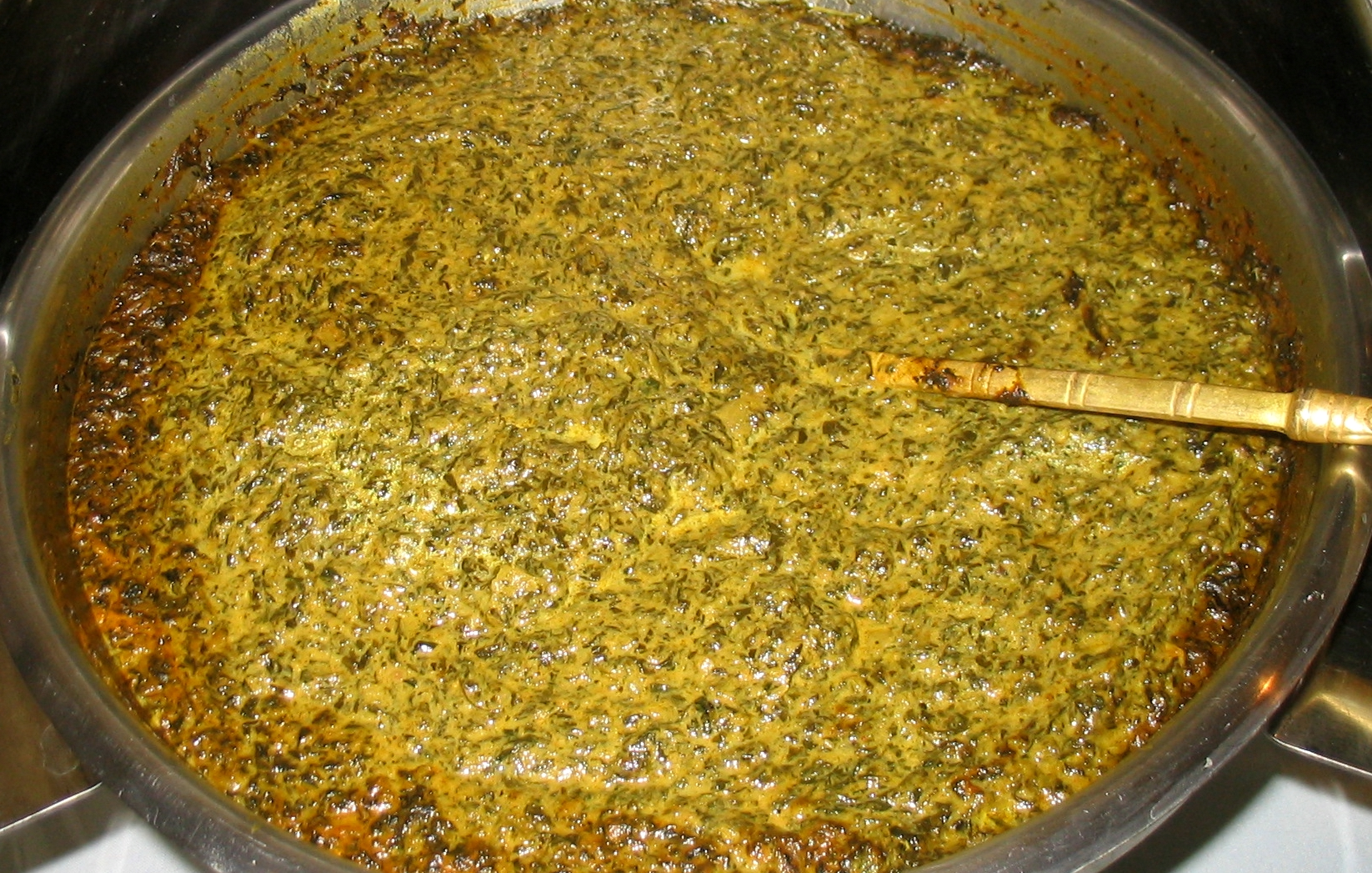
サーグ・パニール

サーグ（ヒンディー語：साग、ウルドゥー語: ساگ、英語：Saag）とは、ホウレンソウやカラシナの葉など青菜、およびそのような葉菜を用いたカレー料理のことである。インドとパキスタンでは、ローティーやナンといったパンと共に食される。ホウレンソウやカラシナ以外の葉菜類を用いることもあり、また味・香り付けのための香辛料などが加えられる。サーグワーラー（Sāgwālā：「青菜の（料理）」）とも呼ばれる。

## 概要
インド料理レストランなどでは、チーズの一種パニール（硬めの豆腐で代用可）をさいの目に切って揚げたものが具材として加えられた「サーグ・パニール」（Sāg panīr）である。この料理は、特にインド北部のパンジャーブ地方で多く食されており、トウモロコシを挽いた粉から作られる黄色いマッキー・ディ・ローティー（makki di rōtī）と共に食べられることが多い。
ホウレンソウとパニールでできたカレーは「パーラク・パニール」（pālak panīr、ヒンディー語: पालक पनीर、ウルドゥー語: پالک پنیر）と呼ばれる。羊肉が入れば「サーグ・ゴーシュト」（Sāg gōsht、ウルドゥー語: ساگ گوشت）または「パーラク･ゴーシュト」（pālak gōsht、ウルドゥー語: پالک گوشت）となる。通常この羊肉は他の材料と混ぜる前にタンドールで焼いてある。パニールや羊肉の代わりに角切りのジャガイモが入ればサーグ・アールー（sāg ālū）またはパーラク・アールー（pālak ālū）と呼ばれる。